# Загородній Михайло Андрійович
Загородній Михайло Андрійович (*11 листопада 1881, Херсон — †27 червня 1931) — старшина Дієвої армії УНР.

## Життєпис
Закінчив Одеське піхотне юнкерське училище, служив в 59-му піхотному Люблінському полку (Одеса), у складі якого брав участь у Російсько-японській війні. У складі 328-го піхотного Новоузенського полку брав участь у Першій світовій війні. Був нагороджений Георгіївською зброєю. У 1917 році закінчив два прискорених курси Військової академії Генерального штабу у Петрограді. Обіймав посади в.о. старшого ад'ютанта штабу 71-ї піхотної дивізії та старшого ад'ютанта оперативного відділу штабу 6-ї армії. Останнє звання у російські армії — підполковник.
З 1 січня 1918 року — начальник оперативного відділу штабу Одеської військової округи (українізованої). З 16 квітня 1918 року — начальник відділу з формування 3-го Херсонського корпусу Армії УНР, згодом — старший осавул штабу 1-го Подільського корпусу Армії Української Держави.
З січня 1919 року — начальник інспекторського відділу Головного штабу УНР.
У липні 1919 року повернувся до Одеси, вступив до Збройних Сил Півдня Росії, які на той час зайняли місто. Сформував та очолив зведений полк 15-ї піхотної дивізії, який брав участь у боях проти Дієвої армії УНР. У січні 1920 року з рештками полку намагався пробитися до Польщі, а потрапив у полон до червоних. З 1 лютого 1920 року у РСЧА: викладач тактики 94-х Одеських піхотник курсів, (згодом — 13-ї Одеської піхотної школи). У 1928 році був демобілізований. Згодом працював землеміром комунікаційного відділу Одеси. 29 жовтня 1930 року був заарештований у справі «Весна» (так звана контрреволюційна змова колишніх офіцерів). 3 червня 1931 був засуджений до розстрілу. Страчений.